# Costa del Maresme

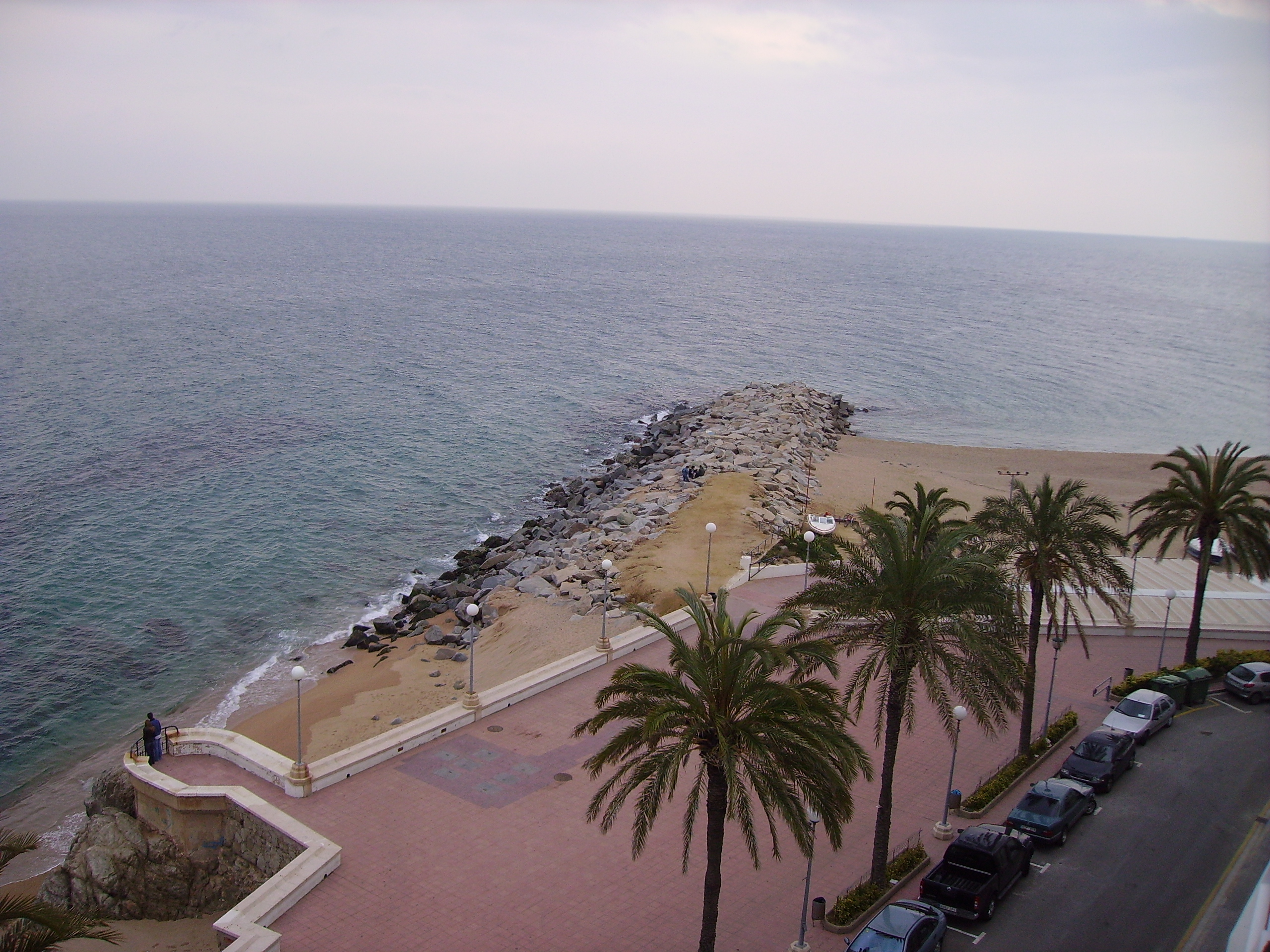

La Costa del Maresme est le nom donné à la côte espagnole sur la mer Méditerranée, située au Nord-Est de la Catalogne, dans la Province de Barcelone, elle correspond à la comarque de Maresme. 

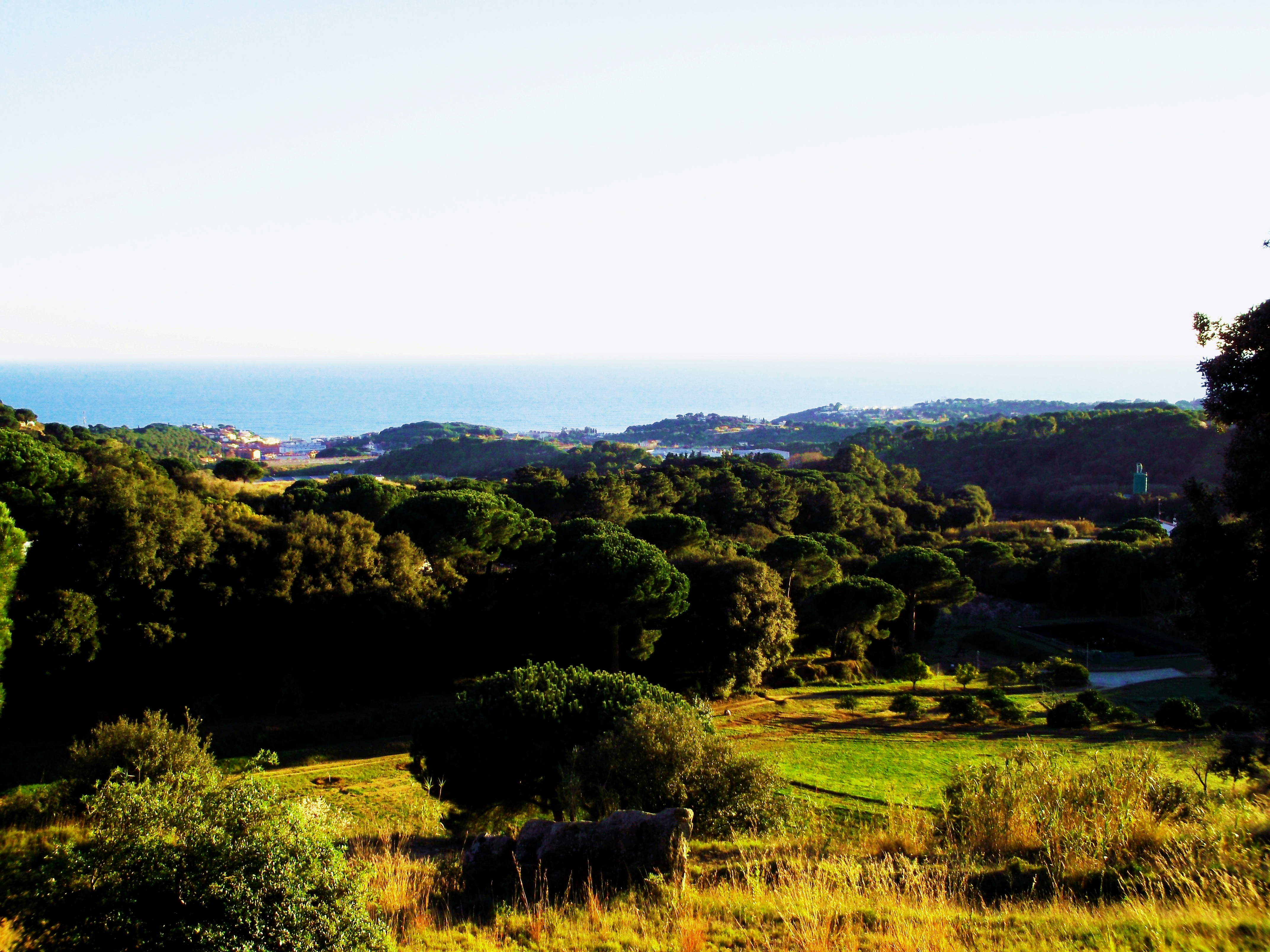
Canet de Mar

## Géographie
Elle fait suite à la Costa brava au nord-est au niveau de l'embouchure de la Tordera à Malgrat de Mar, et s'étend jusqu'aux portes de l'agglomération de Barcelone au sud-ouest, à Montgat. 
Elle est bordée au nord et à l'ouest par la région du Vallès.